# Azúr uszoda

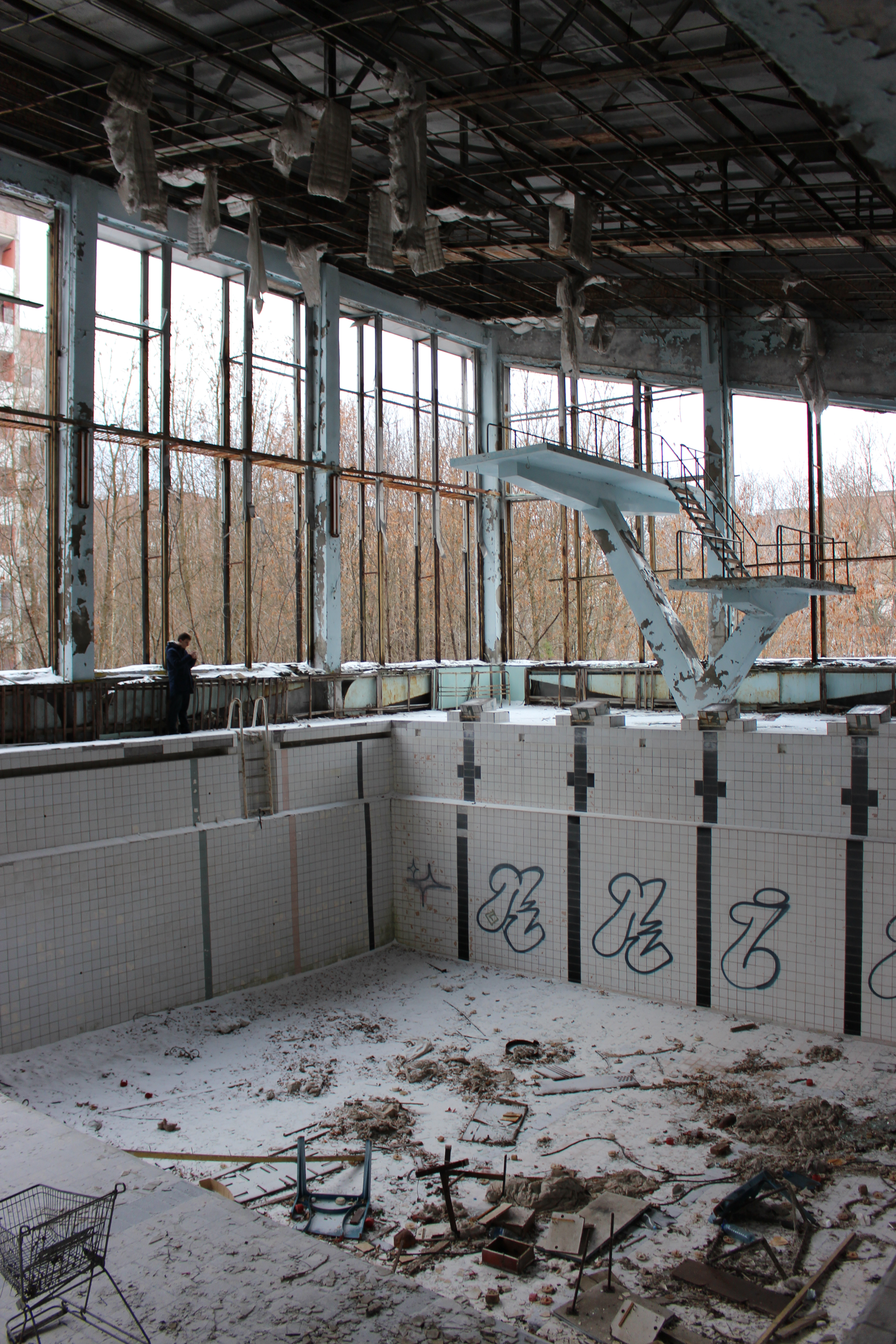
Az uszoda 2015-ben

Az Azúr uszoda (ukránul: Басейн Лазурний, oroszul: Бассейн Лазурный) az ukrajnai Pripjaty városában található elhagyatott fedett uszoda, mely a csernobili katasztrófa óta használaton kívül van.

## Története
Az uszoda az 1970-es években épült, és 1998-ig használták – 12 évvel a csernobili katasztrófa után – a városban tartózkodó likvidátorok, majd a szomszédos kosárlabdapályával együtt ezt azt intézményt is bezárták. Ez volt az utolsónak bezárt létesítmény a katasztrófa helyszínén.

## Megjelenése a populáris kultúrában
- Markiyan Kamysh regényében a A Séta a zónába című novellában a Pripjatyba irányuló illegális utazásokról.
- A Call of Duty 4: Modern Warfare videójátékban.
- A S.T.A.L.K.E.R.: Call of Pripyat videójátékban.
- A S.T.A.L.K.E.R.: Shadow of Chernobyl videójátékban.
- A Player Unknown Battle Ground (PUBG) videójátékban.
- A Pink Floyd Marooned című videóklipjében látható az uszoda.[3]
- Alyosha Sweet People című dalának klipjében látható az uszoda, és a város.[4]
- A Képeslap Pripyatból című rövidfilmben, melyet a CBS kameramnnja, Danny Cooke készített.[5]
- A DJI története az elveszett Csernobili városról című filmjében.[6]